# Ордэшей
Ордэшей (рум. Ordăşei) — село в Теленештском районе Молдавии. Относится к сёлам, не образующим коммуну.

## География
Село расположено на высоте 78 метров над уровнем моря.

## Население
По данным переписи населения 2004 года, в селе Ордэшей проживает 916 человек (442 мужчины, 474 женщины).
Этнический состав села:
| Национальность | Число жителей | Процентный состав |
| -------------- | ------------- | ----------------- |
| молдаване      | 881           | 96.18             |
| румыны         | 19            | 2.07              |
| украинцы       | 9             | 0.98              |
| русские        | 6             | 0.66              |
| прочие         | 1             | 0.11              |
| Всего          | 916           | 100%              |